# Lucien Favre
Lucien Favre (Saint-Barthélemy, 2 november 1957) is een Zwitsers voetbalcoach en voormalig voetballer. Hij was zelf actief als middenvelder. Hij was van 2022 tot 2023 hoofdcoach van OGC Nice. Hij debuteerde in 1981 voor Zwitserland.

## Spelerscarrière

### Clubcarrière
Favre speelde tijdens zijn spelerscarrière voor Lausanne-Sport, Neuchâtel Xamax, Servette FC, Toulouse en opnieuw Servette. Hij stond bekend als een intelligente creatieve spelmaker.

### Interlandcarrière
Favre debuteerde op 1 september 1981 in Zürich tegen Nederland. In die wedstrijd maakten ook Ruud Gullit en Frank Rijkaard hun debuut voor Oranje. Hij scoorde bij zijn debuut meteen een doelpunt. In totaal speelde hij 24 interlands. Op 26 april 1989 speelde hij zijn laatste interland in Lissabon tegen Portugal.

## Trainerscarrière
Favre begon als coach bij Echallens. Daarna was hij drie jaar coach bij Yverdon-Sport, twee jaar bij Servette en vier jaar bij FC Zürich. In 2005 won hij de beker met FC Zürich. In 2006 en 2007 behaalde hij het Zwitserse landskampioenschap. De vorige landstitel dateerde uit 1981.

### Hertha BSC
Op 1 juni 2007 tekende hij een driejarig contract bij het Duitse Hertha BSC. In februari 2009 haalde hij een klein succesje door in een uitverkocht stadion thuis Bayern München te verslaan met 2-1. In 2009 raakte Hertha BSC in financiële problemen waardoor het niet de benodigde versterkingen kon halen. Dat terwijl sterkhouders als Josip Šimunić, Andriy Voronin en Marko Pantelic de club verlieten. In september 2009 werd hij na aanhoudende slechte resultaten de deur uitgezet.

### Borussia Mönchengladbach
Op 14 februari 2011 werd Favre aangesteld als nieuwe coach van Borussia Mönchengladbach. Hij volgde Michael Frontzeck op. Hij nam over toen de club slechts 16 punten behaalde uit 22 wedstrijden. De komst van de nieuwe coach zorgde voor een positieve boost waardoor het team uiteindelijk op de zestiende plaats eindigde. In de play-offs verzekerde Borussia zich van behoud tegen VfL Bochum. Het seizoen erna eindigde het team tegen alle verwachtingen in op een knappe vierde plaats. Daardoor mocht het deelnemen aan de voorrondes van de Champions League. Op 20 september 2015 stapte hij op bij Mönchengladbach omdat de club na vijf speelronden puntloos onderaan stond en de eerste wedstrijd in de Champions League had verloren.

### OGC Nice
Favre volgde op 1 juli 2016 Claude Puel op als hoofdcoach van OGC Nice. Hiermee werd hij in de volgende twee seizoenen derde en achtste in de Ligue 1.

### Borussia Dortmund
Favre tekende in mei 2018 een contract vanaf juli 2018 bij Borussia Dortmund, de nummer vier van de Bundesliga in het voorgaande seizoen. Op 13 december 2020 werd bekend dat Borussia Dortmund hem had ontslagen.

### Terugkeer OGC Nice
Op 27 juni 2022 keerde Favre terug als hoofdtrainer van OGC Nice. Na zeventien wedstrijden in het seizoen 2022/2023 stond Nice op een elfde plaats. Ze werden ook uitgeschakeld in de nationale beker door Le Puy Foot 43 Auvergne, die op dat moment op het derde niveau uitkwam. Op 9 januari 2023 werd Favre ontslagen.

## Erelijst

### Als speler
Servette FC
- Zwitsers landskampioen

1985
- Zwitsers voetballer van het jaar

1983

### Als trainer-coach
FC Zürich
- Zwitsers landskampioen

2006, 2007
- Zwitserse beker

2005